# ویرمودینتهم
ویرمودینتهم (به انگلیسی: Veeramudayanatham) یک روستا در هند است که در Cuddalore district واقع شده‌است.